# نادي تعري

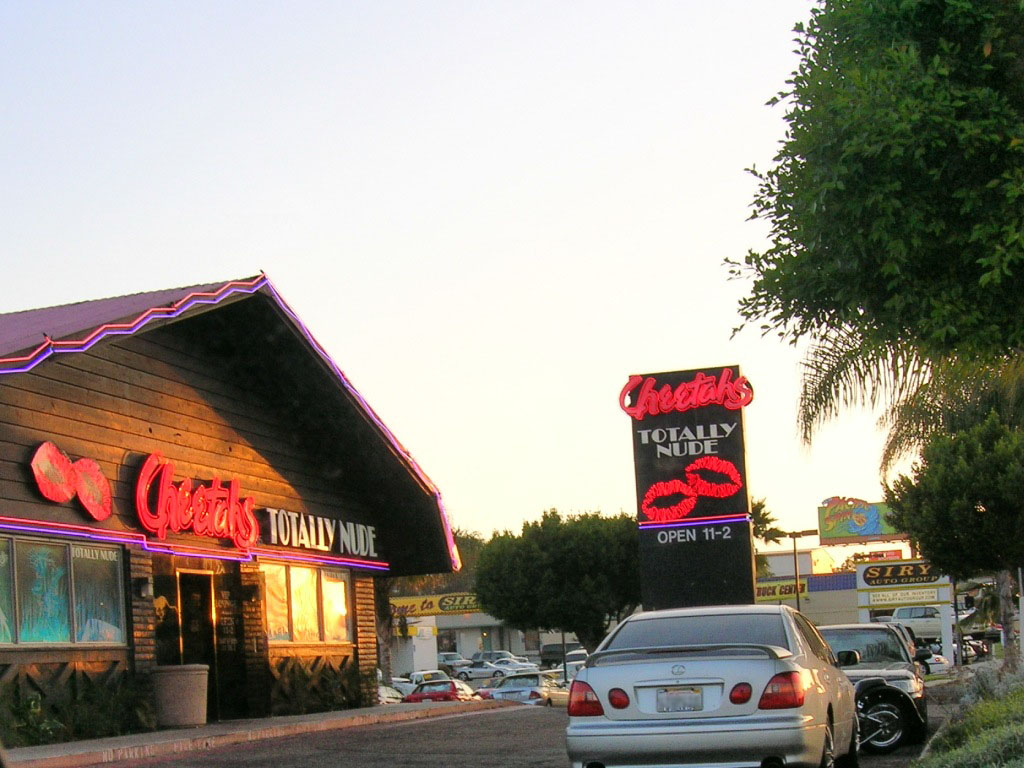

نادي العراة أو نادي التعري هو مكان للترفيه عن الكبار حيث يجتمع فيه العراة وتقام فيه رقصات مثيرة أو غريبة وقد بدأت نوادي التعري تظهر خارج أمريكا الشمالية بعد الحرب العالمية الثانية ، لتصل آسيا في أواخر عام 1940 وإلى أوروبا في عام 1950  ، ويقدر حجم صناعة نواد التعري العالمية 75 مليار دولار أمريكي. وفي عام 2002، قدرت حجم هذه الصناعة في الولايات المتحدة بقرابة 3.1 مليار دولار أمريكي  ، حيث تشكل 19٪ من مجموع الإيرادات الإجمالية التي تنفق في ترفيه الكبار . كما يوجد ما لا يقل عن 2,500 نوادي التعري في الولايات المتحدة وحدها.